# Список фізичних величин
В розташованих нижче таблицях наведені фізичні величини та їхні одиниці, прийняті в Міжнародній системі одиниць (SI), заснованій на Міжнародній системі величин.
| Основні величини   | Розмірність | Символ | Опис                                                                            | Одиниця SI    | Примітки                       |
| ------------------ | ----------- | ------ | ------------------------------------------------------------------------------- | ------------- | ------------------------------ |
| Довжина            | L           | l      | Просторова протяжність об'єкта                                                  | метр (м),     |                                |
| Маса               | M           | m      | Величина, що визначає інерційні та гравітаційні властивості                     | кілограм (кг) | Екстенсивна величина           |
| Час                | T           | t      | Тривалість події                                                                | секунда (с)   |                                |
| Сила струму        | I           | I      | Заряд, що протікає через поперечний переріз провідника в одиницю часу           | ампер (А)     |                                |
| Температура        | Θ           | T      | Величина, пропорційна середній кінетичній енергії молекул тіла                  | кельвін (К)   | Інтенсивна величина            |
| Кількість речовини | N           | n      | Кількість однотипних структурних одиниць, з яких складається речовина           | моль (моль)   | Екстенсивна величина           |
| Сила світла        | J           | Iv     | Кількість світлової енергії, випромінюваної в заданому напрямку за одиницю часу | кандела (кд)  | Світлова, екстенсивна величина |

| Похідні величини   | Символ | Опис | Одиниця SI                         | Примітки                                    |
| ------------------ | ------ | --- | ---------------------------------- | ------------------------------------------- |
| Площа              | S      | Розмір простору, обмеженого замкнутою лінією і поверхнею, що спирається на цю лінію                       | м2                                 |                                             |
| Об'єм              | V      | Розмір простору, укладеного в тривимірному об'єкті                                                        | м3                                 | екстенсивна величина                        |
| Швидкість          | v      | Зміна положення тіла в одиницю часу                                                                       | м/с                                | вектор                                      |
| Прискорення        | a      | Зміна швидкості в одиницю часу                                                                            | м/с2                               | вектор                                      |
| Імпульс            | p      | Кількість руху тіла                                                                                       | кг·м/с                             | екстенсивна, величина зберігається          |
| Сила               | F      | Міра взаємодії матерії                                                                                    | кг·м/с2 (ньютон, Н)                | вектор                                      |
| Механічна робота   | A      | Скалярний добуток сили і переміщення.                                                                     | кг·м2/с2 (джоуль, Дж)              | скаляр                                      |
| Енергія            | E      | Здатність тіла або системи здійснювати роботу.                                                            | кг·м2/с2 (джоуль, Дж)              | екстенсивна, величина зберігається , скаляр |
| Потужність         | N      | Швидкість здійснення роботи.                                                                              | кг·м2/с3 (w, Вт)                   |                                             |
| Тиск               | p      | Сила, що діє на одиницю площі поверхні перпендикулярно цій поверхні                                       | кг/(м·с2) (паскаль, Па)            | інтенсивна величина                         |
| Густина            | ρ      | Маса на одиницю об'єму.                                                                                   | кг/м3                              | інтенсивна величина                         |
| Поверхнева густина | ρA     | Маса на одиницю площі.                                                                                    | кг/м2                              |                                             |
| Лінійна густина    | ρl     | Маса на одиницю довжини.                                                                                  | кг/м                               |                                             |
| Кількість теплоти  | Q      | Енергія, що передається від одного тіла до іншого немеханічним шляхом                                     | кг·м2/с2 (джоуль, Дж)              | скаляр                                      |
| Електричний заряд  | q      | Здатність тіл бути джерелом електромагнітного поля і брати участь в електромагнітній взаємодії            | А·с (кулон, Кл)                    | екстенсивна, величина зберігається          |
| Електрична напруга | U      | Зміна потенційної енергії, що припадає на одиницю заряду.                                                 | м2·кг/(с3·А) (вольт, В)            | скаляр                                      |
| Електричний опір   | R      | Опір об'єкта проходженню електричного струму                                                              | м2·кг/(с3·А2) (ом, Ом)             | скаляр                                      |
| Магнітний потік    | Φ      | Величина, що враховує інтенсивність магнітного поля і займану ним область.                                | кг·м2/(с2·А) (вебер, Сб)           |                                             |
| Частота            | ν      | Число повторень події за одиницю часу.                                                                    | с-1 (герц, Гц)                     |                                             |
| Кут                | α      | Величина зміни напрямку.                                                                                  | радіан (рад)                       |                                             |
| Кутова швидкість   | ω      | Швидкість зміни кута.                                                                                     | с-1 (радіан за секунду)            |                                             |
| Кутове прискорення | ε      | Зміна кутової швидкості в одиницю часу                                                                    | с-2 (радіан на секунду в квадраті) |                                             |
| Момент інерції     | I      | Міра інертності об'єкта при обертанні.                                                                    | кг·м2                              | тензорна величина                           |
| Момент імпульсу    | L      | Міра обертання об'єкта.                                                                                   | кг·м2/c                            | постійна величина                           |
| Момент сили        | M      | Добуток сили на довжину перпендикуляра, опущеного з точки на лінію дії сили.                              | кг·м2/с2                           | вектор                                      |
| Тілесний кут       | Ω      | Частина простору, яка є об'єднанням всіх променів, що виходять з даної точки і перетинають деяку поверхню | стерадіан (ср)                     |                                             |